# Hermann Gries
Hermann Gries (* 17. September 1810 in Hamburg; † 11. November 1892 ebenda) war ein deutscher Jurist und letzter Oberaltensekretär in Hamburg.

## Leben
Gries war ein Sohn des Hamburger Advokaten Johann Ludwig Gries (1770–1826) und seiner Ehefrau Amalie Cordes (1779–1851), jüngste Tochter des Ratsherrn Johann Diederich Cordes (1730–1813). Er war verheiratet mit Susanne Kunhardt (1827–1872), Tochter des Oberalten Carl Philipp Kunhardt (1782–1854). Seine Schwester Johanna (1800–1863) war mit dem Oberaltensekretär Nicolaus Adolf Westphalen (1793–1854) verheiratet. Der Senatssyndicus Johann Michael Gries (1772–1827) und der Übersetzer Johann Diederich Gries (1775–1842) waren seine Onkel.
Seine Schulbildung erhielt Gries an der Gelehrtenschule des Johanneums und ab 1829 am Akademischen Gymnasium in Hamburg. Danach studierte er Jurisprudenz und schloss sein Studium 1834 als Doktor der Rechte ab. Im selben Jahr kehrte er in seine Heimatstadt zurück und wurde hier am 2. Mai 1834 als Advokat zugelassen. Im Jahr 1838 wurde er als Nachfolger von Immanuel Wohlwill Bibliothekar der Patriotischen Gesellschaft von 1765. 1854 wurde er zum Oberaltensekretär gewählt und am 22. Dezember 1854 in sein Amt eingeführt. Er verwaltete dieses Amt, mit dem auch das Amt des Hofmeisters am Hospital zum Heiligen Geist verbunden ist, bis an sein Lebensende im Jahr 1892 und war damit der letzte Oberaltensekretär in Hamburg. Sein Posten wurde nicht neu besetzt. Gries wurde auf dem Alten Friedhof in Hamm beigesetzt.

## Werke (Auswahl)
- Hermann Gries: Mittheilungen über das deutsche Element in verschiedenen Städten. In: Wilhelm Stricker (Hrsg.): Germania. Archiv zur Kenntniss des deutschen Elements in allen Ländern der Erde. Band 3, Heft 3 u. 4. Heinrich Ludwig Brönner, Frankfurt am Main 1850, S. 273–275 (Digitalisat bei Google Books).